# Somalie aux Jeux olympiques d'été de 2000
La Somalie participe aux Jeux olympiques d'été de 2000 à Sydney. Sa délégation est composée de 2 athlètes et son porte-drapeau est Ibrahim Mohamed Aden. Au terme des Olympiades, la nation n'est pas à proprement classée puisqu'elle ne remporte aucune médaille. 

## Nombre d'athlètes qualifiés par sport
Voici la liste des qualifiés et sélectionnés Somaliens par sport (remplaçants compris) :
| Sport      | Hommes | Femmes | Total |
| ---------- | ------ | ------ | ----- |
| Athlétisme | 1      | 1      | 2     |

## Liste des médaillés somaliens
Aucun athlète somalien ne remporte de médaille durant ces JO.

## Athlétisme

### Hommes
| Athlète              | Épreuve | Séries        | Séries | Quarts de finale | Quarts de finale | Demi-finales | Demi-finales | Finale  | Finale  |
| Athlète              | Épreuve | Temps         | Rang   | Temps            | Rang             | Temps        | Rang         | Temps   | Rang    |
| -------------------- | ------- | ------------- | ------ | ---------------- | ---------------- | ------------ | ------------ | ------- | ------- |
| Ibrahim Mohamed Aden | 1 500 m | 3 min 40 s 33 | 12e    | Eliminé          | Eliminé          | Eliminé      | Eliminé      | Eliminé | Eliminé |

### Femmes
| Athlète              | Épreuve | Séries        | Séries | Quarts de finale | Quarts de finale | Demi-finales | Demi-finales | Finale  | Finale  |
| Athlète              | Épreuve | Temps         | Rang   | Temps            | Rang             | Temps        | Rang         | Temps   | Rang    |
| -------------------- | ------- | ------------- | ------ | ---------------- | ---------------- | ------------ | ------------ | ------- | ------- |
| Safia Abukar Hussein | 400 m   | 1 min 13 s 25 | 6e     | Eliminé          | Eliminé          | Eliminé      | Eliminé      | Eliminé | Eliminé |